# Osvaldo Scilla
Osvaldo Scilla (* 13. Oktober 1935 in Corana; † 5. Juni 2014) war ein italienischer Violinist, Komponist und Musikpädagoge. Er ist der Vater der Violinistin und Komponistin Simona Scilla.

## Leben und Werk
Osvaldo Scilla entstammte einer Familie von Musikern. Er studierte Violine zunächst bei seinem Onkel L. Piacentini und anschließend am Mailänder Konservatorium. Hier machte er bei Alberto Poltronieri (1892–1983) seinen Abschluss.
Osvaldo Scilla wurde als Violist mit Alberto Poltronieri (Violine), Roberto Caruana (Cello) und Guglielmo Papararo (Gitarre) Mitglied des Quartetto Paganini. Er gab europaweit Konzerte und erhielt breite Anerkennung von Kritikern und Publikum. 1973 gründete er mit der Pianistin und Cembalistin Edda Ponti (Konservatorium von Mailand) ein Duo. 1976 gründete er das Streicherensemble Nova Musicorum Arcadia, mit dem er Meisterwerke der italienischen Barockmusik aber auch zeitgenössische Kompositionen oft als Uraufführungen darbot. In den 1990er Jahren gründete er das Barockensemble Vivaldi. Er spielte Tonträger für die Label Tecniphon und Ariston ein. Er spielte als Solist für Radiosender in Deutschland, Frankreich, Belgien, der Schweiz, Spanien, Holland, Portugal, Marokko und Italien. Er nahm an internationalen Festivals beispielsweise in Lissabon, Essen und Stuttgart teil. Er wirkte als Jurymitglied bei verschiedenen internationalen Violinwettbewerben.
Osvaldo Scilla unterrichtete von 1964 bis 1966 Violine am Istituto Musicale „Gaspare Spontini“ in Ascoli Piceno. 1966 erhielt er den Lehrstuhl für Violine am Konservatorium „Gioachino Rossini“ von Pesaro. 1973 wurde er dann an das Mailänder Konservatorium berufen, wo er bis 2005 wirkte. Von 1980 bis 2002 gab er Meisterkurse für Violinspiel und Violinpädagogik in Pescara, Ravello, Monopoli, im Val Vigezzo, in Verbania, in Aosta, in Otranto, Belgodere, Lizzano in Belvedere, Brallo di Pregola, Mantua und in Osaka. Er veröffentlichte in der Casa Editrice Carish mehrere Werke zur Violintechnik sowie Revisionen von Vivaldis Sonaten für Violine und Basso Continuo. Unter Osvaldo Scillas Anleitung schlossen etwa einhundert Geiger ihr Violinstudium ab und gewannen mehrere nationale und internationale Wettbewerbe. Sie spielen heute in Sinfonieorchestern aller Welt und wirken als Dozenten an mehreren italienischen Konservatorien.
Nach seiner Pensionierung widmete er seine Zeit einerseits der Vertiefung seines technischen Wissens um die Violine unter anderem mit Werken über die 4-Oktaven-Skalen, über die Transversaltechnik der linken Hand und über Entspannungsübungen zur Streckung der linken Hand. Andererseits komponierte er leichte und melodische Stücke für kleine Geiger.
1995 verlieh der Bürgermeister seiner Heimatgemeinde Corana Osvaldo Scilla die Goldmedaille für seine Gesamtkarriere. 2002 wurde er mit dem Premio Internazionale Pressenda ausgezeichnet.